# Estação El Carrascal
El Carrascal é uma estação da Linha 12 do Metro de Madrid . 